# Reprezentacja Francji w hokeju na lodzie kobiet
Reprezentacja Francji w hokeju na lodzie kobiet – narodowa żeńska reprezentacja tego kraju. Należy do Dywizji Drugiej.

## Starty w Mistrzostwach Świata
- 1999 – 11. miejsce
- 2000 – 13. miejsce
- 2001 – 13. miejsce
- 2003 – 4. miejsce (Dywizja 1)
- 2004 – 13. miejsce
- 2005 – 12. miejsce
- 2007 – 12. miejsce
- 2008 – 13. miejsce
- 2009 – 15. miejsce
- 2011 – 15. miejsce

## Starty w Igrzyskach Olimpijskie
- Francuzki nigdy nie zakwalifikowały się do Igrzysk Olimpijskich.